# Галаганы (местность)

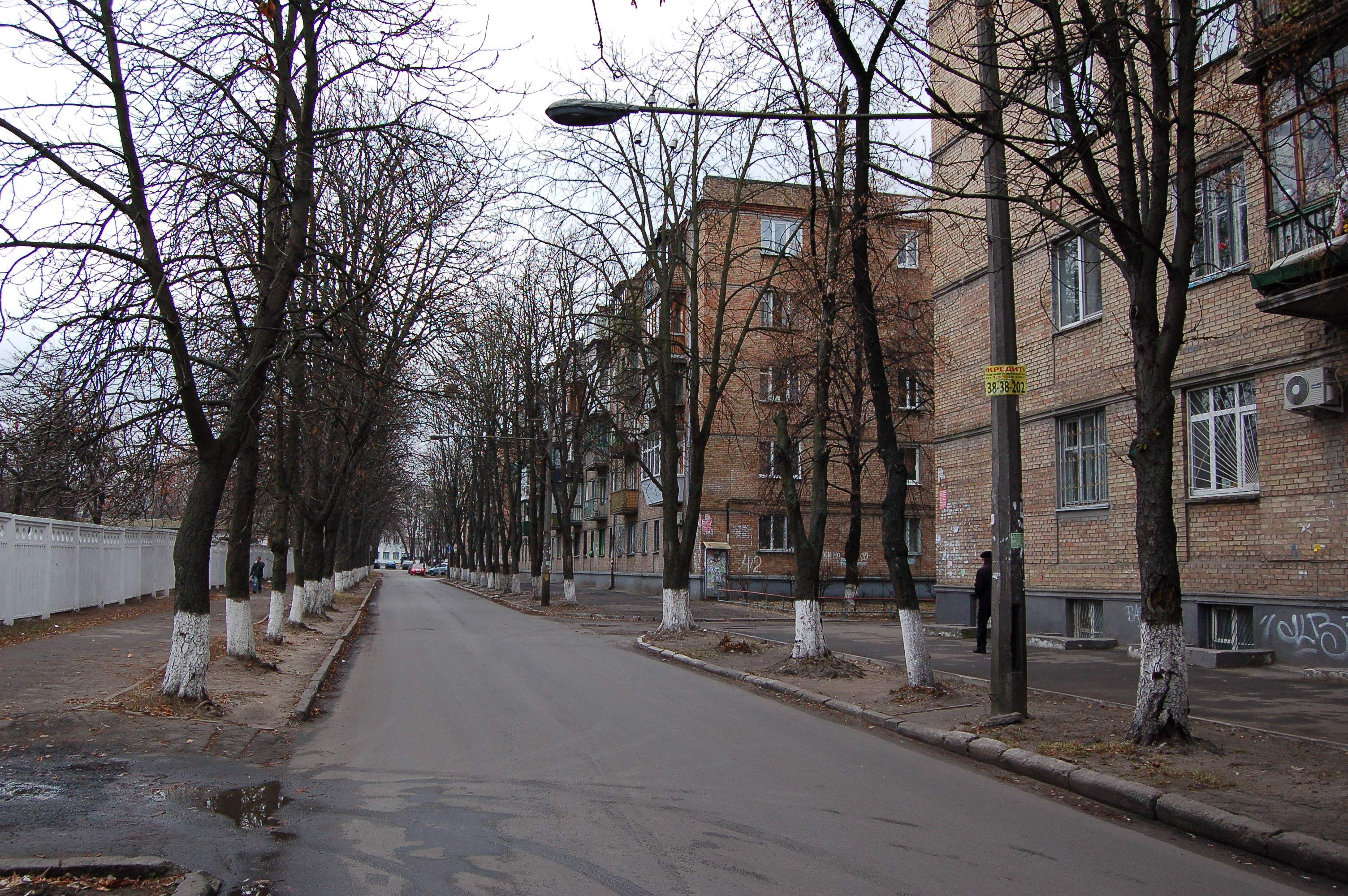
Улица Галагановская (бывш. Емельяна Горбачёва) в Галаганах

Галага́ны (укр. Ґалаґани) — историческая местность в Киеве. Расположена между Проспектом Победы, улицами Дружковской и Экскаваторной. Ближайшие станции метро — Святошин и Нивки. В Галаганах имеется 2 стадиона, машиностроительный завод АТЭК (бывший завод «Красный экскаватор»).

## История
Галаганы возникли как хутор в XIX столетии.
Согласно распространённому мнению, название поселение возникло от фамилии его собственников, помещиков Галаганов. Один из них, известный общественный деятель Григорий Павлович Галаган в 1871 году основал на собственные средства учебное заведение — Коллегию Павла Галагана (размещалась в помещении нынешнего Музея литературы Украины — сейчас ул. Б. Хмельницкого , 11).
По другой версии, поселение возникло в 1836 году как хутор, основанный выходцами из села Беличи братьями Галаганами — солдатами лесной охраны Киевского лесничества. Лесная охрана существовала до 1871 года, в дальнейшем на части этой местности была расположена так называемая Рубежовская колония. В 1893 году в Галаганах была построена церковь Святого Александра Невского (существовала до середины 1930-х годов).
С 1910 года здесь возникают промышленные предприятия, одно из которых в будущем станет заводом «Красный экскаватор» (сейчас ОАО «АТЭК»), производящее сельскохозяйственные машины и строительную технику.
С 1923 года — в границах Киева.
В 1930 году был построен станкостроительный завод (Станкостроительное объединение имени А. М. Горького) и сформировано рабочее поселение («Станок»).
Современная застройка — с 1940-х годов. Представляет собой чередование пяти-, девяти- и шестнадцатиэтажных домов.
С 1992 года функционирует украинско-американский завод «Отис» (на базе Киевского лифтового завода).

## Транспорт
- Станции метро: Берестейская, Нивки, Святошин

## См.также
- Святошинский район